# El Obrero Galaico
El Obrero Galaico fue un periódico editado en La Coruña en 1866.

## Historia
Subtitulado Periódico semanal de Literatura, Ciencias y Artes, apareció en el 6 de mayo de 1866. Fundada y dirigida por Feliciano Salgado. Contaba con una reducida redacción de jóvenes preocupados por el problema social entre los que estaban Froilán Salazar y Eduardo de Zabildea. Sólo se publicaron nueve números. El Gobernador civil prohibió la publicación el 9 de julio de ese año.